# José Maria Vergara y Lozano
José María Vergara Azcárate Caycedo y Lozano de Peralta (Bogotá 8 de diciembre de 1792- ibídem 10 de junio de 1857) fue un militar, político y diplomático colombiano.
Prócer de la Independencia de Colombia, Venezuela y Ecuador y general de la Gran Colombia, diputado por casanare en el Congreso de Angostura y enviado diplomático en el Reino Unido representando al país sudamericano en el Congreso de Troppau en 1820.
Vergara libró varias batallas junto a Simón Bolívar y Francisco de Paula Santander. A su mando estuvieron más de 300 patriotas. Es considerado como una de las principales figuras de la Independencia de las colonias sudamericanas y uno de los principales generales de Simón Bolívar.

## Biografía
Muy joven se embarcó con su padre a España pero, durante la travesía este último enfermó y murió, José María llegó solo a la península, al puerto de Cádiz donde fue recibido por unos amigos de la familia. Allí realizó sus primeros estudios en el Colegio de Nobles de Madrid, seminario donde se educaban los jóvenes de las familias pertenecientes a la nobleza y militares de las Españas,y también hizo sus primeros ascensos militares en la guerra de España contra Napoleón, obtuvo plaza de oficial en las guardias españolas y luchó contra los franceses entre 1808 y 1809 sirviendo al General español de origen suizo Teodoro Reding, donde ascendió a teniente de guardias después de la Batalla de Bailén. 
Antes de la revolución fue oficial del regimiento de Guardias del Duque de Albuquerque y se sabe que participó en el sitio de Cádiz de 1810 y en la batalla de Barosa bajo el mando de Sir Thomas Graham, barón de Lynedoch.
Ingresó a la Logia Lautaro fundada en Londres el año 1798 por Francisco de Miranda junto a Antonio Nariño, Francisco Antonio Zea, Carlos de Montúfar, Pío de Montúfar y Simón Bolívar.
Al enterarse de los esfuerzos independentistas en América decidió volver a la Nueva Granada siendo ayudado por un norteamericano, por esta razón pasó unas temporadas en Estados Unidos antes de llegar al puerto de Cartagena de Indias.
Al llegar fue nombrado Teniente coronel en 1812, se incorporó a la expedición de Simón Bolívar en Mompox, tuvo gran papel en las batallas contra Correa en la campaña de Cúcuta, lideró una avanzada de 25 hombres contra 300 donde triunfó.

Posteriormente, en 1813, a órdenes de Antonio Nariño, lideró el batallón Cundinamarca en las campañas del sur. Estuvo en las batallas de Palacé, Calibio, Juanambú, Cebollas, Tacines y Pasto.Durante la batalla de Tacines mandaba el batallón de Granaderos y fue ayudante de campo de Nariño quien le regaló un sable en recompensa por su comportamiento.

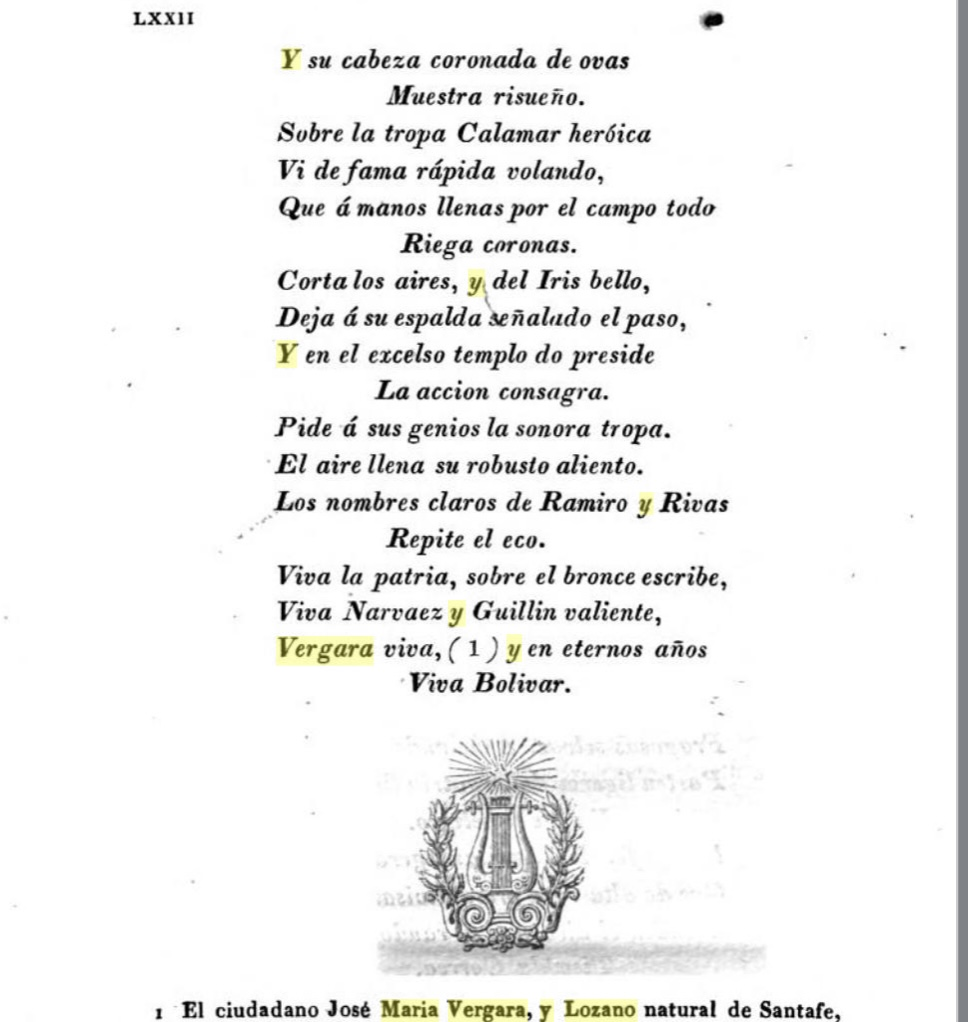
Composición musical de guerra, imprenta del estado para Simón Bolívar por el presidente de cundinamarca Antonio Nariño, 1813.

En 1816 por orden de la Unión marchó hacia Ocaña, territorio controlado por los españoles que se encontraban en plena reconquista de la Nueva Granada. Después de eso se unió al general Custodio García Roviza en las batalla de Cachirí, Los Cocos, Yagual, Achaguas, Rincón de los Toros, La Puerta, Ortiz y Cojedes. El mismo año se internó en Casanare y en las campañas de Apure junto al general Manuel Roergas Serviez, más adelante, el 19 de agosto, al llegar a Guayana fue distinguido por el Libertador Simón Bolívar, el cual lo ascendió a general de brigada. Luego, en 1817 sirvió como fiscal nombrado por Bolívar y jefe de Estado Mayor del ejército comandado por José Antonio Anzoátegui.
Fue de los libertadores de Venezuela de 1818. En Angostura fue Jefe de Estado Mayor del Batallón Rifles y Jefe de la Guardia de Honor.Asistió al Congreso de Angostura de 1819 donde dio un discurso que fue distribuido por el Correo del Orinoco y quedó registrado así:
"La unión de la Nueva Granada y Venezuela no puede ni debe ser como la de un país conquistado, ni cedido en dote para ser en interés de dos familias, o por el contrario, de otra por la misma o diferente visión política. Debe hacerse por voluntad expresa de los habitantes de ambos países, convencidos de la utilidad mutua que debe ser para ellos. 
Llevó una propuesta que fue convertida en ley que trataba sobre lo que se debe hacer con los bienes de los españoles en el territorio que se sometieran al ejército patriota. Pidió al congreso que el territorio se diera al gobierno como en el año 1816. Además, debatió por el reconocimiento del poder ejecutivo del istmo de Panamá y desde Portobelo por el general Gregor MacGregor.
Fue hecho general de la Gran Colombia a los 27 años de edad el mismo día que el Mariscal de Ayacucho Antonio José de Sucre.

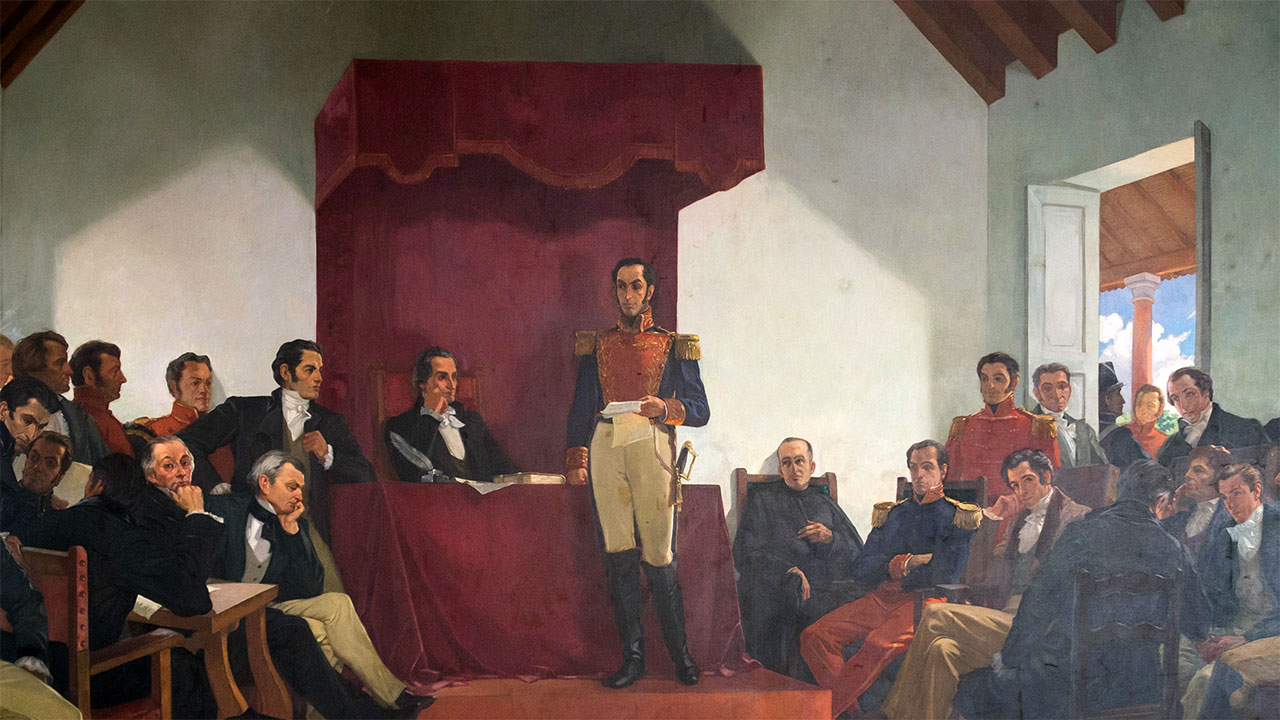
Congreso de Angostura

En 1819, el general Vergara y el jurisconsulto Fernando Peñalver fueron designados por el vicepresidente Francisco Antonio Zea como enviados diplomáticos a Londres para buscar créditos y apoyo a la Independencia de Colombia. Tenía también el encargo de contratar armas, vestuarios , municiones y un empréstito de un millón de libras. Durante su misión diplomática estudió las institución del Jurado y envió documentos sobre este tema. También, tradujo las obras de Charles Cottu sobre juicios criminales. En 1820 representó a la Gran Colombia en el Congreso de Troppau donde, como diputado, dio un discurso ante reyes, mariscales y diplomáticos.
Recibió una de las últimas cartas del libertador Simón Bolívar, ya que era uno de sus aliados más cercanos junto a Rafael Urdaneta
A finales de 1820 empezó a presentar síntomas de enajenación mental que le impidieron seguir con sus trabajos por lo cual se devolvió a la Nueva Granada donde estuvo bajo los cuidados del hijo de su prima y presidente de Colombia Ignacio Gutiérrez Vergara, nunca pudo recuperarse y pasó sus días en la hacienda solariega Casablanca de la familia Vergara cerca a Bogotá y murió en 1857. A su funeral atendieron el presidente de la república Mariano Ospina Rodríguez, el arzobispo de Bogotá y los generales Tomás Cipriano Mosquera, Rafael Urdaneta, Joaquín París y otros como Mendoza, Buitrago, Briceño y Piñerez.
Guillermo Hernández de Alba dice sobre Vergara:
“Pocas veces se aunaron tan admirablemente las virtudes civiles y militares de la primera república, como en la persona del ilustre bogotano, General José María Vergara y Lozano. El lustre de su linaje, el brillo de su inteligencia, su acendrado nacionalismo y su vasta cultura, le habrían elevado a la esfera de los grandes hombres, si la locura, que aniquiló su inteligencia a los treinta años, cuando con honor cumplía en Londres, en 1822, trascendental misión diplomática, no hubiera privado a Colombia la Grande, de este digno par de Santander..”

## Familia
Proveniente de familias nobles, coloniales y aristocráticas de Bogotá. nació de Juan de Vergara Azcárate y Caycedo hijo del Regente del tribunal de cuentas Francisco de Vergara Azcárate descendiente de la Casa de Azcárate y de la Casa de Sandoval y de Manuela Lozano de Peralta y González Manrique hija de los marqueses de San Jorge de Bogotá, Jorge Miguel Lozano y Tadea González Manrique. Fueron sus tíos, los también marqueses José María Lozano de Peralta, Jorge Tadeo Lozano y Tadea Lozano e Isasi.
Descendiente del tesorero colonial de Santafé, el español Antonio de Vergara Azcárate. Fue primo de los presidentes de Colombia Felipe de Vergara, Estanislao Vergara, Joaquín Mosquera, Tomás Cipriano de Mosquera y tío de Luis de Ayala y Vergara y de Ignacio Gutiérrez Vergara.